# 雅芳郡
雅芳（英語：Avon）曾是西南英格蘭的一个非都会郡和名譽郡，存在于1974年至1996年间。雅芳郡以流经该地区的埃文河命名。它由布里斯托尔和巴斯的自治郡，连同格洛斯特郡和森麻實郡的部分行政郡组成。
1996年，该郡被废除，並被分为四个新的單一管理區：巴斯和东北萨默塞特、布里斯托尔、北索美塞特和南格洛斯特郡。雅芳的名称仍用于某些用途。在2009年，该地区人口约为108万。

## 背景
布里斯托尔港靠近雅芳河的河口，该河口形成了格洛斯特郡和萨默塞特郡之间的历史边界。1373年，一份宪章将该地区定为布里斯托尔镇的郡，尽管出于某些目的它继续属于两个郡的管辖范围。

1887年边界委员会的任命导致了创建大布里斯托郡的运动。委员们虽然建议布里斯托尔“出于任何目的都不应位于格洛斯特郡或萨默塞特郡”，但并未扩大该市的边界。委员会的胆怯受到布里斯托尔水星报和每日邮报的攻击，他们指责他们使用“普罗克鲁斯床的粗鲁方法”。该报继续攻击地方政府委员会主席查尔斯·里奇和保守党政府：
每个考虑过这个问题的優點的人都相信建立更大的布里斯托尔的要求是正义的，但是......保守党的利益被置于所有其他考虑之上，我们不认为有人努力去隐瞒这一個事实.
根据1888年地方政府法案，布里斯托尔是一个郡自治市镇，行使郡和市议会的权力。这座城市分別於1898年和1904年被扩展至格洛斯特郡的一些郊区。
1945年的地方政府边界委员会建议在现有郡区的基础上建立布里斯托尔的“一级郡”，但该报告没有被採納。
在1968年雷德克利夫-莫德委员会提出了报告，再次提出地方政府的改革建议。该委员会建议将英格兰划分为多個單一管理區，其中一個便是新的布里斯托尔和巴斯地区：该地区将包围两个城市的大片乡村，延伸到威尔特郡和萨默塞特郡的弗罗姆。继1970年英國大选的政黨輪替后，保守黨政府提出了郡和区两级制度，而不是单一的权力机构。在1971年发表的一份白皮书中，其中的“26区”或“布里斯托尔郡”是以委员会的布里斯托尔和巴斯地区作为基础，但缺少威尔特郡的地区。这些提议遭到萨默塞特郡议会的反对，导致了“拯救我们的萨默塞特”运动的建立。
当地方政府法案提交到英国议会时，该郡已被命名为“雅芳”。在英国议会通过地方政府法案期间，新郡的边界被削减。1972年地方政府法于1972年10月26日获得皇家批准。

## 成立
1974年4月1日，当1972年地方政府法生效时，该郡正式成立。新郡包括以下地区：
- 布里斯托尔和巴斯郡自治市，
- 格洛斯特郡行政郡的一部分：
  - KingswoodUrbanDistrict,MangotsfieldUrbanDistrict
  - WarmleyRuralDistrict,SodburyRuralDistrict大部分地区和ThornburyRuralDistrict大部分地区
- 萨默塞特行政郡的一部分：
  - 滨海韦斯顿市镇
  - 克利夫登市区、凯恩舍姆市区、诺顿-拉德斯托克市区、波蒂斯黑德市区、
  - Bathavon Rural District、Long Ashton Rural District、部分Axbridge Rural District和部分Clutton Rural District。

全郡分为六个区：
- 布里斯托尔和巴斯与前郡区的边界相同。
- 在北部，创建了两个区：
  - Kingswood和Mangotsfield的市区，以及Warmley的农村地区形成了金斯伍德，
  - 从格洛斯特郡转移的其余地区（主要是索德伯里和桑伯里的农村地区）成为Northavon区。
- 在南部，有两个区：
  - 沿海地区：北索美塞特（Weston-super-Mare市镇、Clevedon和Portishead市区、LongAshton农村地区和Axbridge部分地区的合并），
  - 在內陸：Wansdyke（合并Keynsham和Norton-Radstock市区，以及Bathavon和Clutton的一部分农村地区）。

该郡北部与格洛斯特郡接壤，威尔特郡在其东部和萨默塞特郡在其南部。在西部，它在塞文河口和布里斯托尔海峡有一个海岸。
雅芳面积約520平方英里（1,347km2)，1991年人口为91.98万人。雅芳的城镇包括（按人口大致顺序）布里斯托尔、巴斯、韦斯顿滨海、雅特、克利夫登、波蒂斯黑德、米德萨默诺顿和拉德斯托克、布拉德利斯托克、奈尔西、亚顿、凯恩舍姆、金斯伍德、索恩伯里、費爾頓和帕奇韦.

## 灭亡

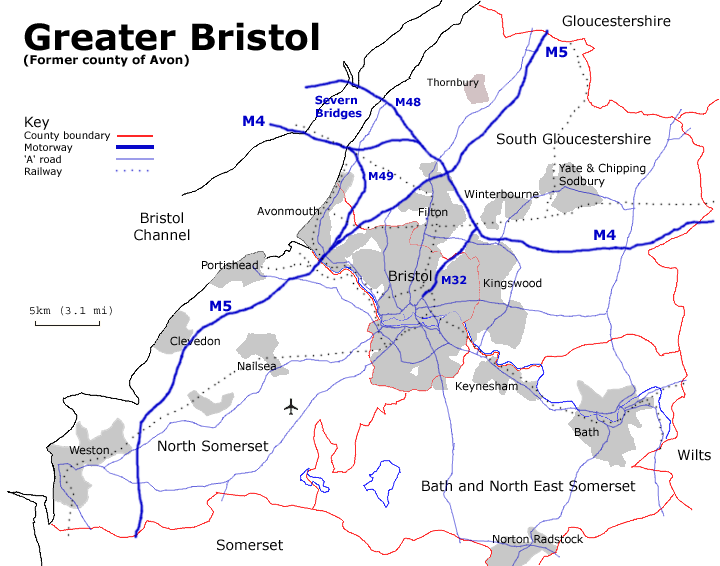
前雅芳地区的地图，现在有时称为大布里斯托尔

雅芳是班纳姆委员会在1990年代进行的“第一批”审查中的郡之一。委员会建议它和它的区被废除并且由四个单一当局替换。1995年雅芳（结构改变）令于1995年2月22日在下议院进行了辩论。该命令于1996年4月1日生效。
取代雅芳的四个地方行政區是：
1. 布里斯托市和郡
2. 南格洛斯特–由金斯伍德和Northavon地区组成。
3. 北萨默塞特-由伍德斯普林地区组成。
4. 巴斯和东北萨默塞特——由巴斯和万斯地区组成。

出于礼仪目的，埃文郡中尉的职位被取消，布里斯托尔重新获得了自己的中尉和高级警长，而其他当局则回到了他们的传统郡。而改变布里斯托尔边界的建议（通过绘制新边界或仅将大部分城市化的金斯伍德区纳入其中）被拒绝。

## 遗产
埃文郡的灭亡是BBC纪录片《埃文的终结》的焦点，该纪录片由琳达·奥尔和迈克尔·隆德制作并于1996年播出。2006年，BBCSomerset主持人亚当托马斯在英國廣播公司第一台的区域节目InsideOutWest中调查了雅芳拒绝死亡的原因。系统惯性意味着该郡继续作为该地区地址的一部分包含在大公司的数据库中。雅芳野生动物信托基金等一些私人组织选择保留其名称。英国皇家邮政表示，没有必要将雅芳或任何其他邮政郡作为任何地址的一部分，因为已于1996年放弃使用它们。

出于國會選區边界的目的，仍然使用雅芳

一些公共机构仍然覆盖前雅芳郡的区域：例如，雅芳消防和救援服务局、雅芳验尸官区、雅芳和威尔特郡心理健康伙伴关系NHS信托、英格兰西部战略伙伴关系、情报西部，直到2006年雅芳救护车服务（与格洛斯特郡和威尔特郡救护车服务合并形成大西部救护车服务，随后与西南救护车服务合并）。前郡及其南部邻国形成了雅芳和萨默塞特警察局（由雅芳和萨默塞特警察和犯罪事务专员管理）所覆盖的区域。尽管不再有一个单一的理事会，但四个统一的当局仍然在政策的许多方面进行合作，例如联合地方交通计划。目前，一些组织會使用“英格兰西部”一词来指代前雅芳地区，例如英格兰西部本地企业合作伙伴关系。雅芳也继续被非正式地用于國會選區的边界审查，在前雅芳郡有11个选区。选区边界不會跨越四个单一当局的边界，这意味着布里斯托尔有四个議席，南格洛斯特郡有三个議席，巴斯和东北萨默塞特郡有两个議席，以及北萨默塞特郡有两个議席。
CUBA一词，即“曾经是雅芳的郡（或议会）”，是指废除该郡后的雅芳地区。Severnside一词有时用作“Avon”的替代品，尽管该词也可用于指代从雅芳茅斯北部到Aust或从纽波特到切普斯托的海岸线延伸。也使用“大布里斯托”。
雅芳森林是一个社区森林，覆盖了四个地方当局的部分地区。雅芳存在的其他遗迹包括雅芳自行车道（最初由Cyclebag设计和推广），一条85英里（137km）在安静的道路和自行车道上的环形路线，这是国家自行车网络的前身。此外，雅芳郡议会还帮助资助了Sustrans的第一条自行车道，即布里斯托尔和巴斯铁路道。雅芳绿带作为继任地方当局发展计划中共同商定的政策继续存在。

英格兰西部联合管理局(1-3)，与北萨默塞特一起，覆盖与埃文郡相同的区域

2016年，政府提议将取代雅芳的四个地方当局合并为英格兰西部联合当局，并由一名“地铁市长”负责监督新的联合当局，以创建一个类似于政府北部发电站概念的“西部发电站”。北萨默塞特市议会拒绝了该提议，但其他三个当局接受了该交易；联合当局随后于2017年成立，首届市长选举並于当年5月举行。
截至2018年，在多個地方议会的支持下，居民仍然可以使用名为“AvonRider”的多运营商每日或每周无限次旅行巴士票，覆盖前郡区。

## 延伸閱讀
- Avon: the name that refuses to die （页面存档备份，存于）
- West of England LEP: Economic Intelligence （页面存档备份，存于）
- Avon Scouts （页面存档备份，存于）
- Avon architecture （页面存档备份，存于） Avon architecture, information on key buildings.
- Images of Avon 在英國遺產檔案館